# Catephia triphaenoides
Catephia triphaenoides är en fjärilsart som beskrevs av Pierre E.L. Viette 1965. Catephia triphaenoides ingår i släktet Catephia och familjen nattflyn. Inga underarter finns listade i Catalogue of Life.